# Жанатан (Байганинский район)
Жанатан (каз. Жаңатаң) — село в Байганинском районе Актюбинской области Казахстана. Входит в состав Кызылбулакского сельского округа. Код КАТО — 153649300.

## Население
В 1999 году население села составляло 635 человек (332 мужчины и 303 женщины). По данным переписи 2009 года, в селе проживало 577 человек (306 мужчин и 271 женщина).